# Yalgoo Shire
Koordinaten: 28° 20′ S, 116° 41′ O

Das Shire of Yalgoo ist ein lokales Verwaltungsgebiet (LGA) im australischen Bundesstaat Western Australia. Das Gebiet ist 27.949 km² groß und hat etwa 340 Einwohner (2021).
Yalgoo liegt im Westen des Staates etwa 410 Kilometer nördlich der Hauptstadt Perth. Der Sitz des Shire Councils befindet sich in der Ortschaft Yalgoo, wo etwa 310 Einwohner leben (2021). Weitere Bewohner des Shires leben in der Siedlung Paynes Find.

## Verwaltung
Der Yalgoo Council hat sechs Mitglieder. Fünf Councillor und der Ratsvorsitzende und Shire President werden von allen Bewohnern der LGA gewählt. Yalgoo ist nicht in Bezirke unterteilt.

## Sonstiges
Nach der Ortschaft Yalgoo ist der Einschlagkrater „Yalgoo“ auf dem Mars benannt.

## Söhne und Töchter
- Michael Morrissey (* 1952), römisch-katholischer Geistlicher, Bischof von Geraldton